# Communauté de communes du Pays de Loiron
La communauté de communes du Pays de Loiron est une ancienne communauté de communes française, située dans le département de la Mayenne et dans la région Pays de la Loire.

## Histoire
- 12 novembre 1965 : création du SIVOM de la région de Loiron. Dès l'origine, les quinze communes du canton expérimentent la coopération intercommunale.
- 14 novembre 1991 : création du district du Pays de Loiron.
- 26 décembre 2000 : transformation du district en communauté de communes.
- 13 décembre 2001 : définition du SCOT et extension des compétences.
- 27 février 2018 : arrêté préfectoral portant fusion de la communauté d'agglomération de Laval et de la communauté de communes du Pays de Loiron au 1er janvier 2019[1].

## Composition
Au moment de sa dissolution, la communauté regroupait quatorze communes correspondant au canton de Loiron :
| Nom                    | Code Insee | Gentilé           | Superficie (km2) | Population (dernière pop. légale) | Densité (hab./km2) |
| ---------------------- | ---------- | ----------------- | ---------------- | --------------------------------- | ------------------ |
| Loiron-Ruillé (siège)  | 53137      |                   | 39,86            | 2 724 (2022)                      | 68                 |
| Beaulieu-sur-Oudon     | 53026      | Belloudoniens     | 19,73            | 500 (2022)                        | 25                 |
| Le Bourgneuf-la-Forêt  | 53039      | Bourgneuviens     | 28,6             | 1 726 (2022)                      | 60                 |
| Bourgon                | 53040      | Bourgonnais       | 20,97            | 618 (2022)                        | 29                 |
| La Brûlatte            | 53045      | Brûlattais        | 15,24            | 674 (2022)                        | 44                 |
| Le Genest-Saint-Isle   | 53103      | Genestois         | 18,59            | 2 127 (2022)                      | 114                |
| La Gravelle            | 53108      | Gravelais         | 6,23             | 570 (2022)                        | 91                 |
| Launay-Villiers        | 53129      | Launay-Villersois | 9,05             | 358 (2022)                        | 40                 |
| Montjean               | 53158      | Montjeannais      | 19,75            | 1 030 (2022)                      | 52                 |
| Olivet                 | 53169      | Olivétains        | 9,97             | 406 (2022)                        | 41                 |
| Port-Brillet           | 53182      | Brillet-Pontins   | 8,1              | 1 816 (2022)                      | 224                |
| Saint-Cyr-le-Gravelais | 53209      | Saint-Cyriens     | 19,82            | 559 (2022)                        | 28                 |
| Saint-Ouën-des-Toits   | 53243      | Saint-Ouennais    | 21,26            | 1 782 (2022)                      | 84                 |
| Saint-Pierre-la-Cour   | 53247      | Pierrot Courtois  | 15,69            | 2 313 (2022)                      | 147                |

## Administration
| Période      | Période       | Identité         | Étiquette | Qualité                       |
| ------------ | ------------- | ---------------- | --------- | ----------------------------- |
| janvier 2001 | décembre 2018 | Claude Le Feuvre | DvD       | Maire de Saint-Pierre-la-Cour |